# Зозули (Львовская область)
Зозули (укр. Зозулі) — село в Золочевской городской общине Золочевского района Львовской области Украины.
Население по переписи 2001 года составляло 630 человек. Занимает площадь 1,094 км². Почтовый индекс — 80716. Телефонный код — 3265.